# Liste des archevêques de Lomé
Pour un article plus général, voir Archidiocèse de Lomé.
La liste des archevêques de Lomé recense les noms des évêques qui se sont succédé à la tête de l’archidiocèse de Lomé, au Togo.
Créée le 12 avril 1892, la préfecture apostolique du Togo est élevée au rang de vicariat apostolique du Togo (le 16 mars 1914) puis en vicariat apostolique de Lomé (en 1938). Pour finir, le 14 septembre 1955, le vicariat apostolique de Lomé est érigé en archidiocèse de Lomé.

## Préfets apostoliques
- 4 juin 1892 - 1894 : Le Père Johann Schäfer de la Société du Verbe divin (SDV) est nommé pro-préfet apostolique (le Togo est alors colonie allemande). Le 2 juin 1894, il rentré en Europe pour cause de maladie[1].
- 18 juillet 1894 - 1896 : Le Père Mathias Dier est nommé Administrateur apostolique en remplacement du Père Johann Schäfer qui est malade[2].
- 28 juillet 1896 - 1907 : Le Père Hermann Bücking est nommé préfet apostolique[3].
- 6 décembre 1908 - 1910 : Nicolas Schoenig est pro-préfet apostolique du Togo[4].
- 20 mars 1910 - avril 1914 : Nicolas Schoenig est préfet apostolique du Togo[5].

## Vicaires apostoliques du Togo
- 16 mars 1914 - 1918 : Franz Wolf de la Société du Verbe divin (SDV) est nommé vicaire apostolique du Togo. Il occupe ce poste ecclésial au Togo jusqu'en 1918 soit jusqu'à la fin de la Première Guerre mondiale (entre novembre et décembre 1917, tous les missionnaires allemands de la Société du Verbe divin sont expulsés du Togo)[6]. Après ce premier conflit mondial, l'Allemagne doit renoncer à sa colonie au profit de la France. Ce changement géopolitique entraine le déplacement du vicaire apostolique allemand, Mgr Franz Wolf (qui est nommé vicaire apostolique de Guinée-Orientale, ancienne Terre de l'Empereur-Guillaume, désormais sous mandat australien)[7], au profit de Monseigneur Francis-Ignatius Hummel, membre de la Société des Missions Africaines de Lyon[8].
- 11 janvier 1918 - 1921: Monseigneur Francis-Ignatius Hummel (SMA) est administrateur apostolique du Vicariat apostolique du Togo[9].
- 11 janvier 1921 - 1923 : Le Père Jean-Marie Cessous (SMA)[10] est administrateur apostolique du Togo mais il y arrive que le 25 septembre 1921[11]. Ce territoire ecclésial correspondait au Togo français[12].
- 7 juin 1923 - 1938 : Jean-Marie Cessou (SMA)[13] est vicaire apostolique du Togo[14]. Le 20 mars 1923[15], il est nommé à cette nouvelle fonction ecclésiastique et il est ordonné évêque à la cathédrale de Lomé le 15 juillet 1923[12].

## Vicaires apostoliques de Lomé
- 1938 - 3 mars 1945 : Jean-Marie Cessou (SMA) est vicaire apostolique de Lomé[12]. Il décède à Lomé le 3 mars 1945[16].
- 23 avril - 21 novembre 1945 : Le Père Riebstein est nommé administrateur apostolique de Lomé jusqu'à la nomination du nouveau vicaire apostolique[17].
- 8 novembre 1945 - 14 septembre 1955 : Joseph-Paul Strebler (SMA)[18] est nommé vicaire apostolique de Lomé le 8 novembre 1945[19]. Le 29 juin 1946, il a été ordonné évêque titulaire de Curubis (de) à Marienthal en Alsace[5].

## Archevêques de Lomé
- Le 14 septembre 1955 - 16 juin 1961: Joseph-Paul Strebler (SMA)[20] est nommé archevêque de Lomé le 14 septembre 1955[18]. Il devient le 1er archevêque de Lomé lorsque le vicariat apostolique de Lomé est érigé en archevêché de Lomé le 14 septembre 1955[21]. Le 24 février 1956, Monseigneur Joseph-Paul Strebler est intronisé à Lomé par le Cardinal Eugène Tisserant[19]. Le 24 juillet 1961, le Saint-Siège accepte sa démission et le nomme administrateur apostolique de l'archidiocèse de Lomé jusqu'à la nomination de son successeur, Monseigneur Robert Dosseh, nomination qui a lieu le 4 avril 1962[22]. Monseigneur Joseph Strebler quitte le Togo le 23 juin 1962[23],[24],[25].
- Le 10 mars 1962 - 13 février 1992, Robert-Casimir Dosseh-Anyron[26] (Robert-Casimir Tonyui Messan Dosseh-Anyron)[27], premier évêque autochtone a été nommé évêque émérite de Lomé en 1992[28]. Du 8-11 juin 1962, au cours de grandes cérémonies[29], il a été sacré et intronisé archevêque de Lomé par le Cardinal Julius Doepfner. Le 10 juin 2012, il a fêté le jubilé des 50 ans de son épiscopat[30]. Il est décédé[31] le 15 avril 2014[32],[33].
- Le 17 décembre 1992 - 8 juin 2007, Mgr Philippe Fanoko Kpodzro (Philippe Fanoko Kossi Kpodzro)[34] est nommé archevêque de Lomé après avoir été à la tête du diocèse d'Atakpamé de 1976-1992[35].
- 8 juin 2007 - 23 novembre 2019, Mgr Denis Komivi Amuzu-Dzakpah[36].
- 23 novembre 2019 - 4 août 2024, Mgr Nicodème Anani Barrigah-Benissan

## Sources
- (en) Fiche de l'archidiocèse sur catholic-hierarchy.org